# Gwai wik
Re-cycle (cantonès: 鬼域 Gwai wik) és una pel·lícula de terror de 2006 dirigida pels germans Pang i protagonitzada per Angelica Lee. La pel·lícula va ser la cloenda del programa Un Certain Regard del 59è Festival Internacional de Cinema de Canes. També va ser una reunió per als Pangs i l'actriu Lee, que va protagonitzar l'èxit de The Pangs de 2002 The eye (L'ull). És una coproducció Hong Kong/Tailàndia.

## Argument
Ting-yin, una jove novel·lista, està lluitant per crear un seguiment de la seva trilogia de novel·les romàntiques més venuda. Ni tan sols ha començat amb el llibre encara i el seu agent ja ha anunciat que el proper títol, The Recycle, tractarà sobre el sobrenatural.
Després d'esborrar el seu primer capítol, s'atura i esborra el fitxer del seu ordinador. Aleshores comença a veure coses estranyes i inexplicables i descobreix que està experimentant els esdeveniments sobrenaturals que va descriure a la seva futura novel·la.

## Repartiment
- Angelica Lee com a Ting-yin/Chu Xun
- Lawrence Chou com Abby
- Siu-Ming Lau
- Rain Li
- Jetrin Wattanasin
- Cheang Pou-soi

## Controvèrsia
Ting-yin es troba en un univers paral·lel on acaben coses abandonades, inclòs fetus avortats, que combinat amb la representació de la personalitat del personatge principal. els dimonis sobre el seu propi fill avortat fa que alguns crítics creguin que la pel·lícula porta un missatge anti-avortament. "Aquest és un dels temes de la pel·lícula. No volem dir si l'avortament és correcte o incorrecte", va dir Oxide Pang en una entrevista.